# Criza la granița dintre Armenia și Azerbaidjan (2021–prezent)

Harta care arată teritoriile Armeniei ocupate de Azerbaidjan (2023)

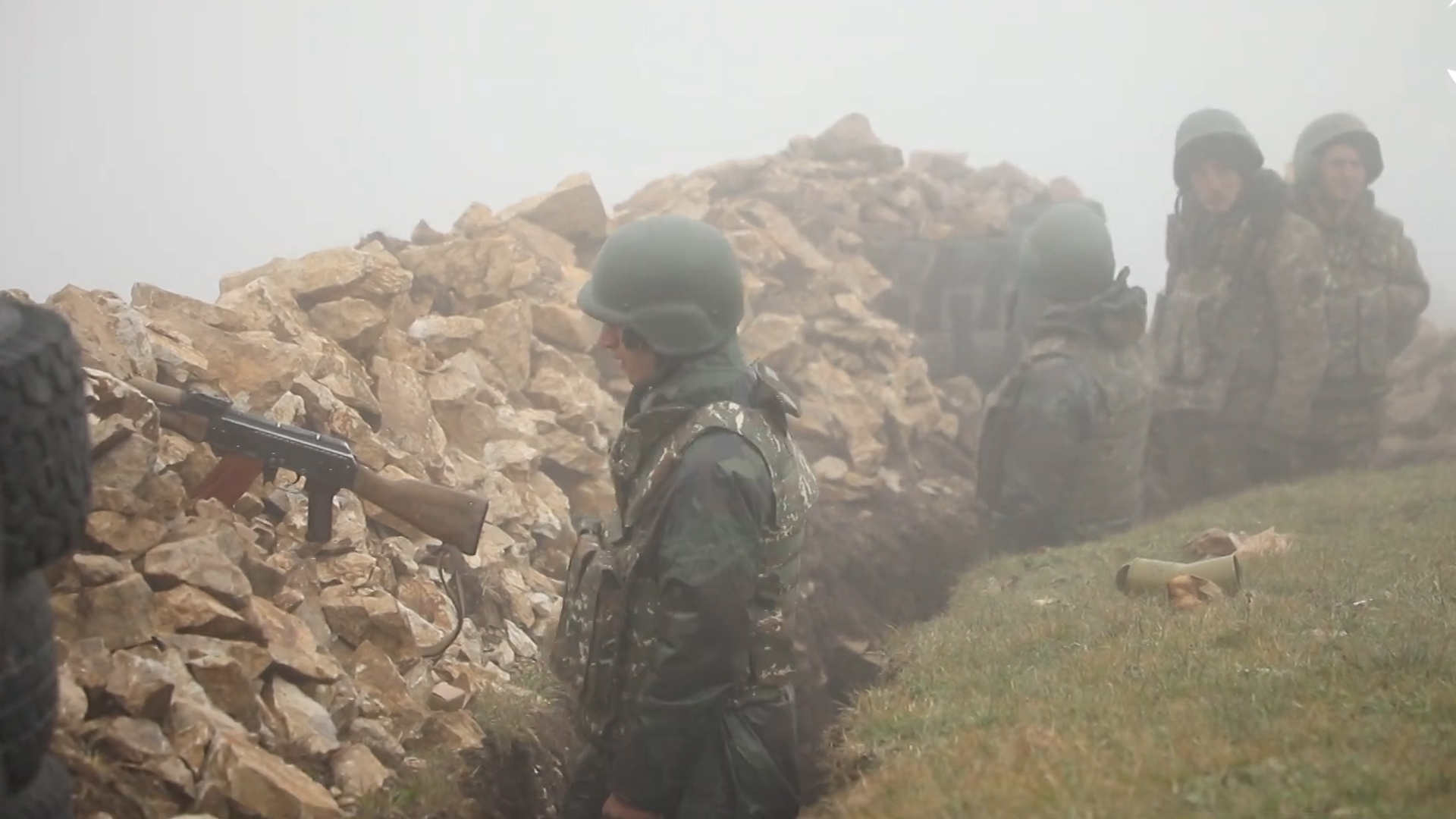
Pozițiile militare ale forțelor armene din provincia Gegharkunik (direcția de nord-est) a Armeniei, care au fost atacate de forțele azere pe 28 iulie 2021, potrivit Ministerului armean al Apărării

Criza frontierei dintre Armenia și Azerbaidjan din 2021–2023 este un conflict în curs între forțele militare ale Armeniei și Azerbaidjanului. Criza a început la 12 mai 2021, când soldații azeri au traversat câțiva kilometri în Armenia în provinciile Syunik și Gegharkunik, ocupând aproximativ 41 de kilometri pătrați (16 mi2) din teritoriul armean. Azerbaidjanul nu și-a retras trupele de pe teritoriul armean recunoscut la nivel internațional, în ciuda solicitărilor de a face acest lucru din partea Parlamentului European, Statele Unite și Franța – doi dintre cei trei copreședinți ai Grupului OSCE de la Minsk.
Criza a escaladat și mai mult în iulie 2021, având loc lupte la granița dintre Armenia și Nakhcivan. Confruntările s-au extins apoi în zona Gegharkunik–Kalbajar, fiind raportate victime din ambele părți. Într-o declarație comună din 17 noiembrie 2021, președintele Delegației Uniunii Europene pentru relațiile cu Caucazul de Sud, Marina Kaljurand, raportorul permanent al Parlamentului European pentru Armenia, Andrey Kovatchev, și raportorul permanent al Parlamentului European pentru Azerbaidjan, Željana Zovko, au chemat operațiunea militară lansată de Azerbaidjan la 16 noiembrie 2021, cea mai gravă încălcare până în prezent a acordului de încetare a focului din Nagorno-Karabah din 2020.